# Kultaranta II
Kultaranta II var en finländsk motoryacht, som byggdes 1929 som passbåt för president Lauri Kristian Relander för Finlands presidents sommarresidens Gullranda utanför Nådendal. Kultaranta II byggdes på Wilenius båtvarv i Borgå i mahogny efter ritningar av Gösta Kyntzell. Hon är nio meter lång och har plats för en tvåmansbesättning och tio passagerare. Den hade en motor på 90 hk.  Den såldes senare på auktion 1971 och förvärvades av Sanoma Oy, som renoverade båten och skänkte den till Finlands sjöhistoriska museum. Den finns idag på Maritimcentret Vellamo i Kotka.
Kultaranta II kompletterade Kultaranta, en öppen, sju meter lång passbåt, som byggdes 1921 på AB Andrée & Rosenqvist OY i Åbo.